# كأس بلغاريا 1959–60
كأس بلغاريا 1959–60 (بالبلغارية: Купа на Съветската армия 1959/60)‏ هو موسم من كأس بلغاريا. أشرف على تنظيمه اتحاد بلغاريا لكرة القدم، وفاز فيه سبتمفري صوفيا.